# Christoph Brüx
Christoph Brüx (Sonsbeck, 13 dicembre 1965) è un compositore, pianista e pittore tedesco.
Nella sua  carriera ha collaborato con numerose personalità di spicco della musica come No Angels, Matthias Reim, Bro'Sis, Brooklyn Bounce.

Christoph Brüx oggi vive e lavora in Amburgo.

### Scultura e pittura

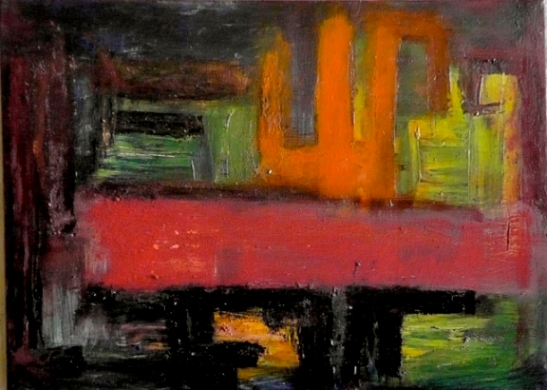
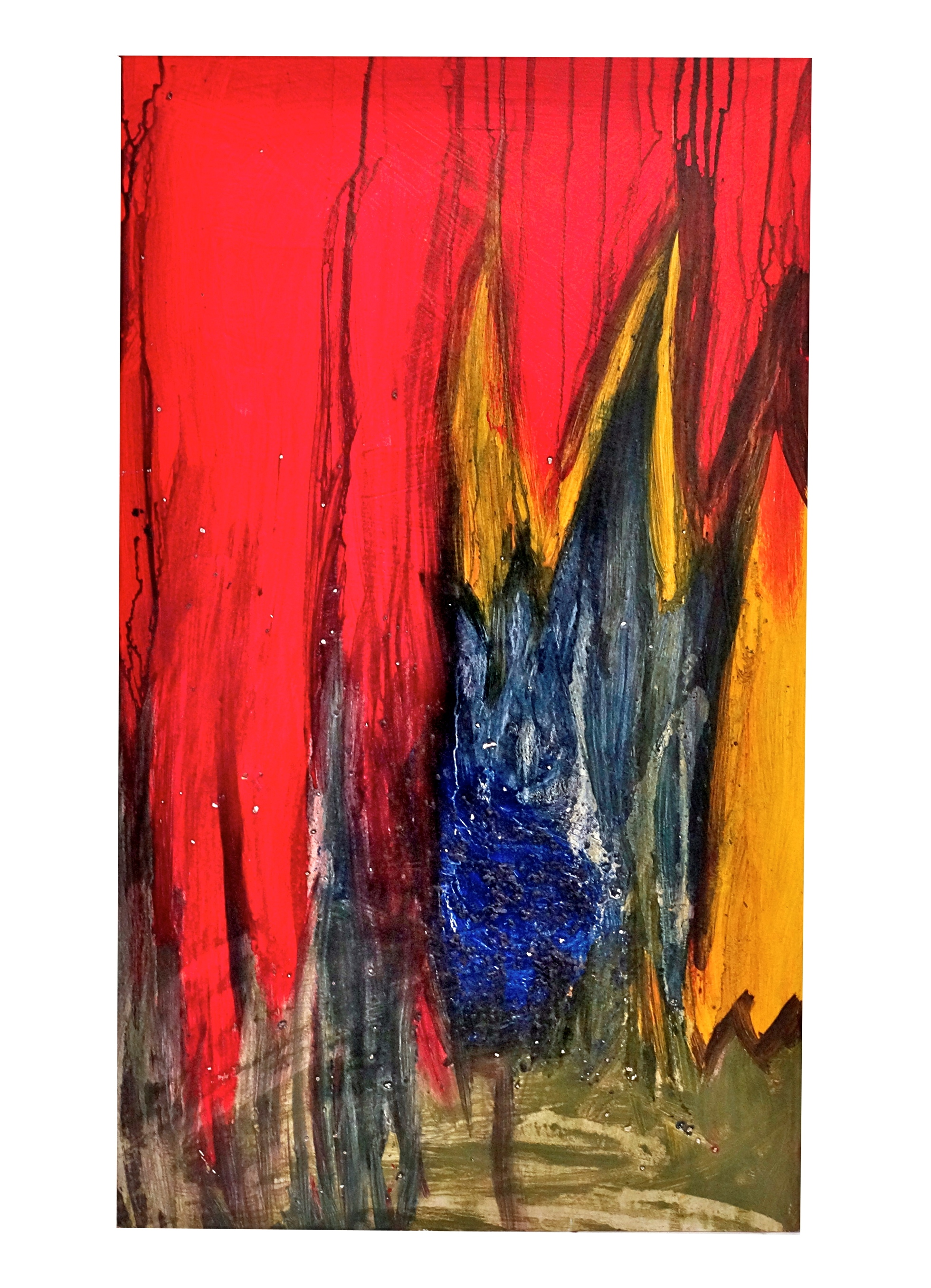
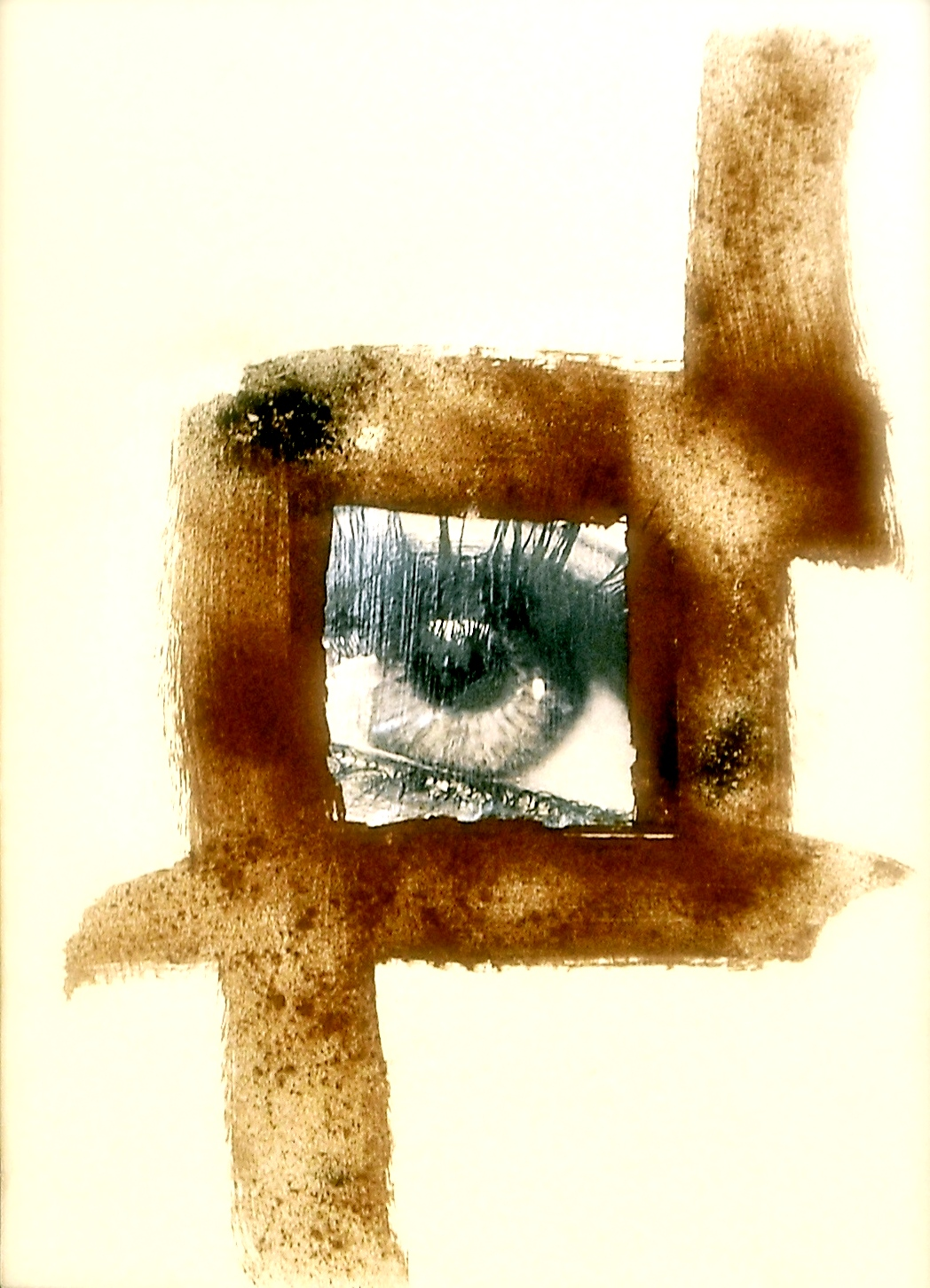
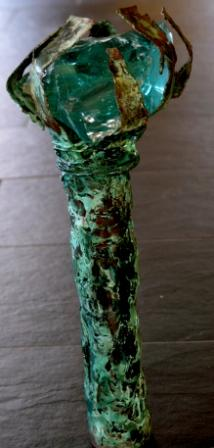
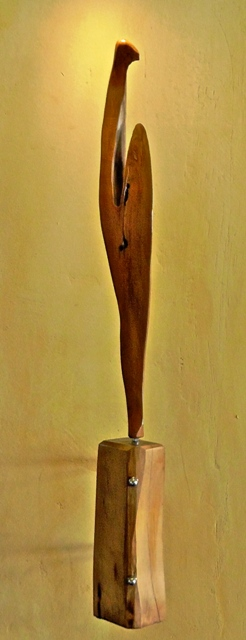
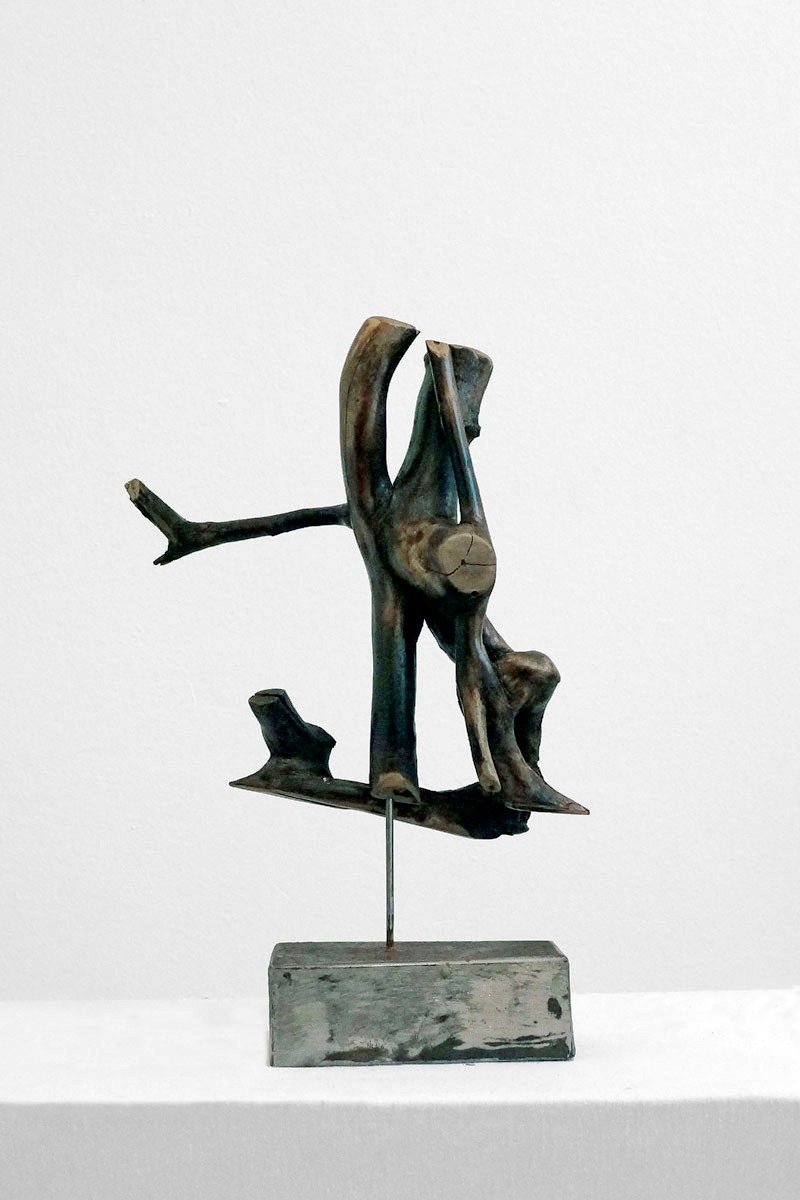
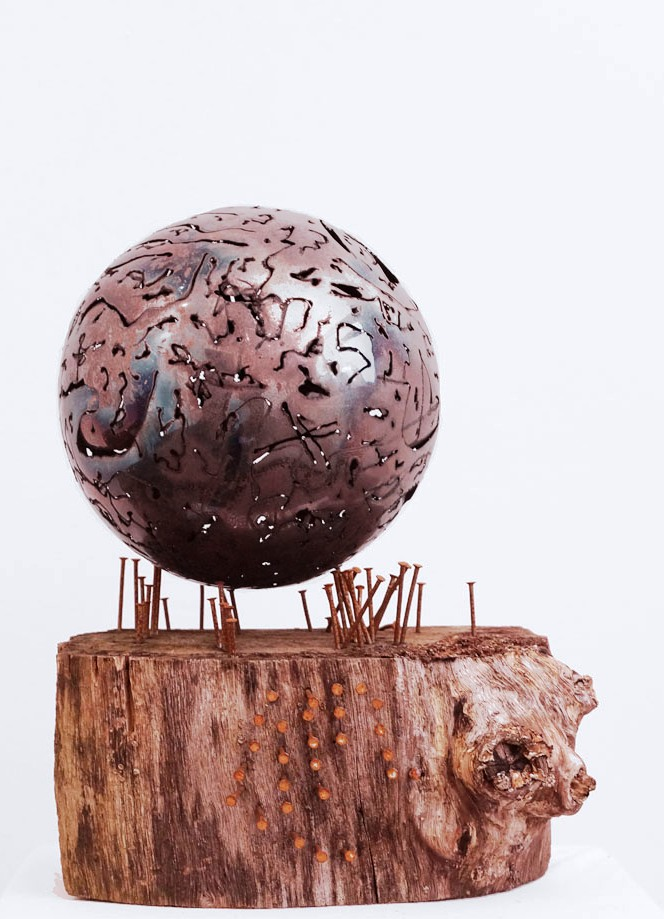
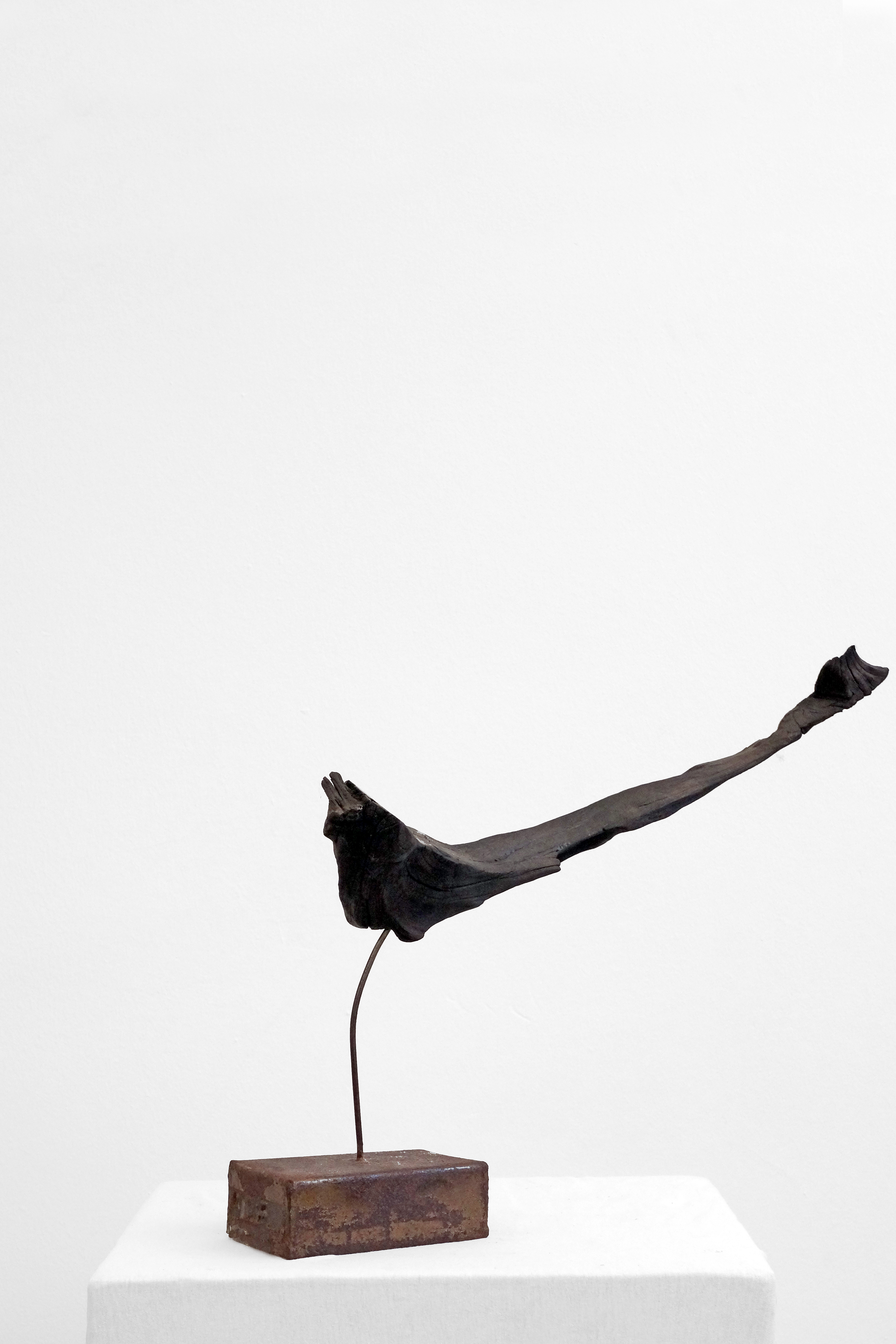

## Gruppi musicali
- SMC Unity[1]

Mitglieder: Sofie St. Claire , Matthias Menck, Christoph Brüx
- Dolphin Sound

Mitglieder: Christoph Brüx, Matthias Menck

## Discografia[2]
| Anno | Artista                        | Titolo                                |
| ---- | ------------------------------ | ------------------------------------- |
| 1993 | SMC Unity                      | Move'n Groove                         |
| 1994 | SMC Unity                      | Make It Happen                        |
| 1995 | Matthias Reim                  | Tina geht tanzen (Anti-droga canzone) |
| 1995 | Matthias Reim                  | Ist das Liebe?                        |
| 1995 | Matthias Reim                  | Alles klar                            |
| 1996 | Dolphin Sound                  | The Circle                            |
| 1997 | Matthias Reim                  | Wenn du gehen willst, musst du gehen  |
| 1997 | Matthias Reim                  | Das erste Mal                         |
| 1998 | Sweet Sour                     | Pick A Number                         |
| 2000 | The Underdog Project           | Summer jam                            |
| 2000 | The Underdog Project           | Tonight                               |
| 2001 | Double M.                      | Featuring Sophie* – Friday Nite       |
| 2001 | Brooklyn Bounce                | Born To Bounce (Music Is My Destiny)  |
| 2002 | Bro'Sis                        | All I Wanna Know                      |
| 2002 | Bro'Sis                        | Let Me Know                           |
| 2002 | The Underdog Project           | I Can't Handle It (Alex K Mix)        |
| 2003 | The Underdog Project           | Winter Jam                            |
| 2003 | Vanessa S.                     | Shining                               |
| 2003 | No Angels                      | Angel of Mine (Album Pure)            |
| 2004 | Novastar (2)                   | Summerjam                             |
| 2005 | 18auf12 feat. Gary Krosnoff    | Back to St. Pauli                     |
| 2006 | Tony Cook & The Trunk-O-Funk   | Cash Advance                          |
| 2007 | Alex Prinz u.a.                | Try to write a lovesong (Ambient)     |
| 2010 | 18auf12: 100 anni FC St. Pauli | One Hundred Beers (100 birre)         |

## Filmografia
- Für die Familie (Cortometraggio Germania 2004)[10]
- Alina[11] (Serie televisiva Germania 2005)
- Alinas Traum (TV-Film Germania 2005)
- Niklas'Theme (Niklas' melodia)[12] Videoclip+ Musica: Christoph Brüx

## Artisti correlati
| - No Angels - Matthias Reim - Bro'Sis - The Underdog Project - Brooklyn Bounce - Vanessa S. - Anke Engelke - Marc et Claude | - Double M - Kool & The Gang - Matthias Menck (Double M.) - Thomas Hettwer - Tina Turner - Niklas Schmidt - David Hasselhoff - Bonnie Tyler | - Blümchen - Rainhard Fendrich - Anna David - Tony Cook - Moloko - Al Jarreau |